# IL15RA
白介素-15受体α亚基（Interleukin-15 receptor subunit alpha，缩写IL15RA）也称为分化簇215（CD215，cluster of differentiation 215）是一种细胞表面蛋白质，由人类基因 IL15RA 编码，与β亚基（CD122）、γ亚基（CD132）共同组成白介素-15受体。